# 努尔河
努尔河是中华人民共和国新疆维吾尔自治区的一条河流，位于塔里木盆地，该河全长35千米，集水面积约420平方千米，年均径流量约为1.69亿立方米。根据努尔水文站测定，该河夏季富水期径流量占全年的78.07%，冬季枯水期径流量占全年的3.25%。